# Листкова жаба Шмідта
Листкова жаба Шмідта (Eleutherodactylus karlschmidti) — вид земноводних з роду Листкова жаба родини Листкові жаби. Отримала назву на честь американського зоолога Карла Патерсона Шмідта.

## Опис
Загальна довжина досягає 4,8—8 см. Спостерігається статевий диморфізм: самиця дещо більша за самця. Голова невелика. Очі з вертикальними зіницями. У самця добре розвинені голосові мішечки. Тулуб кремезний. Пальці наділені присосками. При цьому це єдиний вид свого роду, який має повністю перетинчасті пальці на обох лапах.
Забарвлення спини чорне або сіре з жовтуватими чи мармуровими цяточками. З боків жовтий колір цяток інтенсивніший. Між очей тягнеться вузька світла смужка. Головний мішечок самця фіолетового кольору. Черево забарвлено у жовто-сірий колір з чорним відтінком.

## Спосіб життя
Полюбляє місця біля річок, ставків, водоспадів. Тримається лісу. Зустрічається на висоті від 45 до 630 м над рівнем моря. Веде напівводний спосіб життя. Активна вночі. В цей час самці голосно кричать. Полює на суходолі. Живиться переважно комахами, а також павуками, кліщами, ракоподібними, багатоніжками, молюсками.
Самиця відкладає яйця у тріщини, біля скель. У цією жаби відбувається прямий розвиток, без стадії пуголовок.

## Розповсюдження
Мешкає в Пуерто-Рико.